# Artur Zaczek
Artur Zaczek (ur. 28 lutego 1989 w Łomży) – polski lekkoatleta, sprinter - reprezentant AZS Poznań.
Karierę sportową zaczynał w 2005 jako zawodnik LKS Narew Łomża gdzie zdobywał liczne medale w kategorii Juniora młodszego i Juniora. W 2008 przeniósł się do Poznania gdzie podjął studia w Wyższej Szkole Edukacji i Terapii na kierunku Fizjoterapia, oraz zaczął reprezentować miejscowy klub OŚ AZS Poznań.

## Osiągnięcia
- olimpijczyk z Londynu 2012 w sztafecie 4 x 100 m
- uczestnik Mistrzostw Świata Seniorów w Lekkoatletyce w Daegu 2011 i Moskwie 2013
- liczne złote medale mistrzostw Polski juniorów zarówno w hali, jak i na stadionie
- liczne medale Młodzieżowych Mistrzostw Polski
- srebro Uniwersjady (sztafeta 4 x 100 m, Belgrad 2009)
- brąz Uniwersjady (sztafeta 4 x 100 m, Kazań 2013)
- brązowy medal młodzieżowych mistrzostw Europy (sztafeta 4 x 100 m, Kowno 2009)
- złoto mistrzostw Polski seniorów (sztafeta 4 x 100 m, Bydgoszcz 2009)
- złoto mistrzostw Polski seniorów (sztafeta 4 x 100 m, Szczecin 2013)
- dwa srebrne medale mistrzostw Polski (bieg na 200 metrów i sztafeta 4 x 100 m, Bydgoszcz 2011)
- srebro halowych mistrzostw Polski (bieg na 60 metrów, Spała 2013)
- srebro halowych mistrzostw Polski (bieg na 200 metrów, Sopot 2014)
- srebro halowych mistrzostw Polski (bieg na 60 metrów, Toruń 2017)
- reprezentant kraju w IAAF World Relays

## Rekordy życiowe
- bieg na 100 metrów – 10,47 s. (2012)
- bieg na 200 metrów – 20,76 s. (6 czerwca 2015, Gdańsk) - 19. wynik w historii polskiego sprintu[3]
- bieg na 60 metrów (hala) – 6,75 s. (2013)
- bieg na 200 metrów (hala) – 21,30 s. (2018)